# Begonia filibracteosa
Espèce
Begonia filibracteosa est une espèce de plantes de la famille des Begoniaceae.
L'espèce fait partie de la section Petermannia.
Elle a été décrite en 1913 par Edgar Irmscher (1887-1968).

## Répartition géographique
Cette espèce est originaire de Nouvelle-Guinée.